# Districtul Phana
Phana (în thailandeză พนา) este un district (Amphoe) din provincia Amnat Charoen, Thailanda, cu o populație de 28.001 locuitori și o suprafață de 235,0 km².

## Componență
Districtul este subdivizat în 4 subdistricte (tambon), care sunt subdivizate în 56 de sate (muban).
| Nr. | Nume     | În thailandeză | Sate | Locuitori |
| --- | -------- | -------------- | ---- | --------- |
| 1.  | Phana    | พนา            | 11   | 4,856     |
| 2.  | Chan Lan | จานลาน         | 18   | 8,535     |
| 3.  | Mai Klon | ไม้กลอน         | 16   | 7,461     |
| 4.  | Phra Lao | พระเหลา        | 11   | 7,149     |